# Gu-Gu Ganmo
Gu-Gu Ganmo (Gu-Guガンモ?) è un manga shōnen scritto da Fujihiko Hosono. L'opera è stata pubblicata da Shogakukan dal 1982 al 1985 sulle pagine della rivista Weekly Shōnen Sunday e in seguito raccolta in 12 volumi tankōbon. Nel marzo 1984, fu realizzata una serie televisiva anime di 50 episodi realizzata da Toei Animation con la regia di Yoshimichi Nitta.

## Trama
La serie narra le vicende di Ganmo, un alieno con le sembianze di un pollo che indossa scarpe da tennis, e del suo amico terrestre Hanpeita, il quale si caccia sempre nei guai.

## Personaggi

Hanpeida e Ganmo

Ganmo (ガンモ?, Ganmo)
Doppiato da: Kazuko Sugiyama
Hanpeita Tsukuda (佃半平太?, Tsukuda Hanpeita)
Doppiato da:Mayumi Tanaka
Deja Vu (デジャブー?, Dejabu)
Doppiato da: Shigeru Chiba
Ayumi Ichigaya (市ヶ谷あゆみ?, Ichigaya Ayumi)
Doppiata da: Miki Takahashi
Kashio Fujita (藤田カシオ?, Kashio Fujita)
Doppiato da: Yū Mizushima
Linda Skylark (リンダ・スカイラーク?, Linda Skylark)
Doppiata da: Yūko Mita

## Sigla
Sigla iniziale giapponese
- "Ganmo Doki!" di Suzie Matsubara

## Episodi
| Nº | Giapponese 「Kanji」 - Rōmaji | In onda           | In onda |
| Nº | Giapponese 「Kanji」 - Rōmaji | Giapponese        |         |
| 1  | 「なんだ?どうした!?不思議なガンモ登場 - つくねにハンペンだからガンモ」 - nanda? dōshita!? fushigi na ganmo tōjō - tsukuneni hanpen dakara ganmo                          | 18 marzo 1984     |         |
| 2  | 「ガンモ小学校へゆく - 見ちゃった紀子先生のコアラパンツ」 - ganmo shōgakkō heyuku - michi yatta kiko sensei no koarapantsu                                               | 25 marzo 1984     |         |
| 3  | 「コーヒー持ってこ～い - あゆみちゃんちのおしゃれデジャブー!」 - kohi motte ko ~ i - ayumichanchinooshare dejabu!                                                        | 1º aprile 1984    |         |
| 4  | 「ガキ大将?おれはそうじのプロだから - ゴイノウさま登場」 - gaki taishō? orehasōjino puro dakara - goinō sama tōjō                                                        | 8 aprile 1984     |         |
| 5  | 「なに!?コーヒー飲んだらガンモがきえた - デジャブーのああ恋よ来ーい!」 - nani!? kohi non dara ganmo gakieta - dejabu noaa koi yo rai i!                                  | 15 aprile 1984    |         |
| 6  | 「え!?ガンモがだるまでダルマががんも!? - わたしはドール」 - e!? ganmo gadarumade daruma gaganmo!? - watashiha doru                                                       | 22 aprile 1984    |         |
| 7  | 「あゆみちゃんちのおばあちゃん - なんと!!リンダのいとこは金髪グラマー」 - ayumichanchinoobaachan - nanto!! rinda noitokoha kinpatsu gurama                               | 29 aprile 1984    |         |
| 8  | 「女の子がいっぱい!潜入あゆみの学園 - 半平太の非常事態」 - onnanoko gaippai! sennyū ayumino gakuen - hanpeita no hijōjitai                                               | 6 maggio 1984     |         |
| 9  | 「えっ!デジャブーのプロボーズ大作戦!? - 走れ半平太!!」 - etsu! dejabu no purobozu daisakusen!? - hashire hanpeita!!                                                      | 13 maggio 1984    |         |
| 10 | 「宿題大好き!やりましょう - ブリッ子戦争!!あゆみVSナットー娘」 - shukudai daisuki! yarimashō - buritsu ko sensō!! ayumi VS natto musume                                  | 20 maggio 1984    |         |
| 11 | 「あゆみの秘密!?しゃべると許しませんわ - るんるんテスト地獄」 - ayumino himitsu!? shaberuto yurushi masenwa - runrun tesuto jigoku                                       | 27 maggio 1984    |         |
| 12 | 「ニャンニャン大パニック!! - ハンペンの大逆襲!!つくねの秘技を破れ」 - nyannyan dai panikku!! - hanpen no dai gyakushū!! tsukuneno higi wo yabure                         | 3 giugno 1984     |         |
| 13 | 「ボクの愛したスニーカー - またまたブリッ子戦争!アイドルは私よ」 - boku no itoshi ta sunika - matamata buritsu ko sensō! aidoru ha watashi yo                            | 10 giugno 1984    |         |
| 14 | 「ガンモVSジョーズ!?サマービーチの対決 - つくねのボーイフレンド」 - ganmo VS jozu!? samabichi no taiketsu - tsukuneno boifurendo                                         | 17 giugno 1984    |         |
| 15 | 「新任教師のハチャメチャ家庭訪問なのだ - サイゴーに手を出すな」 - shinnin kyōshi no hachamecha kateihōmon nanoda - saigo ni te wo dasu na                                | 24 giugno 1984    |         |
| 16 | 「注意一秒ケガ一生!!この道危険なのだ - 不幸なおくりもの」 - chūi ichibyō kega isshō!! kono michi kiken nanoda - fukō naokurimono                                         | 1º luglio 1984    |         |
| 17 | 「ガンモの恋の橋わたし!! - 激突三人娘!夏祭りの夜はこわいよ」 - ganmo no koi no hashi watashi!! - gekitotsu sanninmusume! natsumatsuri no yoru hakowaiyo                  | 8 luglio 1984     |         |
| 18 | 「とびだせ夏休み!!昆虫採集はたいへん - むし歯をやっつけろ!!」 - tobidase natsuyasumi!! konchūsaishū hataihen - mushi hawo yattsukero!!                                   | 15 luglio 1984    |         |
| 19 | 「イモVSダッセー!!死闘キモダメシ! - ふしぎの村のカゲの支配者」 - imo VS dasse!! shitō kimodameshi! - fushigino mura no kage no shihaisha                                 | 22 luglio 1984    |         |
| 20 | 「高い恐～い!ガンモの弱点 - あゆみの大脱走!せまりくるバアさん!!」 - takai kyō ~ i! ganmo no jakuten - ayumino daidassō! semarikuru baa san!!                             | 12 agosto 1984    |         |
| 21 | 「ガンモはようかい!?幼稚園は大さわぎ!! - な～んにもおぼえてない!?」 - ganmo hayōkai!? yōchien ha taisa wagi!! - na ~ nnimooboetenai!?                                    | 19 agosto 1984    |         |
| 22 | 「おしんの心はチクチクなの… - おしんVSサイゴー!愛と憎しみの激突!!」 - oshinno kokoroha chikuchiku nano... - oshin VS saigo! ai to nikushimi no gekitotsu!!               | 26 agosto 1984    |         |
| 23 | 「ひょこぽん遠足!おさるさんがルンルン!! - ボクは知らないーっと」 - hyokopon ensoku! osarusanga runrun!! - boku ha shira nai tto                                          | 2 settembre 1984  |         |
| 24 | 「すごいですね!!ガンモ百万円で犬になる - ガンモをたすけ出せ!!」 - sugoidesune!! ganmo hyakuman'en de inu ninaru - ganmo wotasuke dase!!                                  | 9 settembre 1984  |         |
| 25 | 「ガンモでメチャクチャ!美しき姉弟愛!! - ブローチを探せ!」 - ganmo de mechakucha! utsukushi ki kyōdai ai!! - burochi wo sagase!                                           | 16 settembre 1984 |         |
| 26 | 「ハ・ハクション!ガンモが病気? - リンダVSブリッコ!!ついにきた運動会」 - ha. hakushon! ganmo ga byōki? - rinda VS burikko!! tsuinikita undōkai                            | 23 settembre 1984 |         |
| 27 | 「天才画家ガンモ - お願いしま～す!赤い羽根にご協力を!!」 - tensai gaka ganmo - o negai shima ~ su! akai hane nigo kyōryoku wo!!                                          | 30 settembre 1984 |         |
| 28 | 「ズバリ!あゆみのボーイフレンド決定!? - 歌のテストは私におまかせ!」 - zubari! ayumino boifurendo kettei!? - uta no tesuto ha watashi niomakase!                          | 7 ottobre 1984    |         |
| 29 | 「ガンモにかくし子!?子育て大パニック!! - スリルとサスペンス!あゆみ名探偵」 - ganmo nikakushi ko!? kosodate dai panikku!! - suriru to sasupensu! ayumi meitantei          | 14 ottobre 1984   |         |
| 30 | 「暗闇でドッキリ!!ふしぎ不思議メガネ!! - 散髪は芸術だ」 - kurayami de dokkiri!! fushigi fushigi megane!! - sanpatsu ha geijutsu da                                       | 21 ottobre 1984   |         |
| 31 | 「不幸な子!?カシオのミノ虫地獄!!」 - fukō na ko!? kashio no mino mushi jigoku!!                                                                                          | 28 ottobre 1984   |         |
| 32 | 「ぴょこん!!カエルとガンモはおともだち - かえってきたワタリドリ」 - pyokon!! kaeru to ganmo haotomodachi - kaettekita wataridori                                         | 4 novembre 1984   |         |
| 33 | 「アルバイトを探せ - すき!!きらい?!ウソつきケンちゃんの恋」 - arubaito wo sagase - suki!! kirai?! uso tsuki ken channo koi                                               | 11 novembre 1984  |         |
| 34 | 「いけない遊び!?あかずのおばんの逆襲! - 事件ですよ!ガムガム名探偵」 - ikenai asobi!? akazunoobanno gyakushū! - jiken desuyo! gamugamu meitantei                          | 18 novembre 1984  |         |
| 35 | 「いのちと1000円どっちがだいじ!? - OH!!神様ゆるして!」 - inochito 1000 en docchigadaiji!? - OH!! kamisama yurushite!                                                     | 25 novembre 1984  |         |
| 36 | 「禁酒禁煙禁コーヒー - あついけどさむい!?恐怖のがまん大会」 - kinshukin'en kin kohi - atsuikedosamui!? kyōfu nogaman taikai                                              | 2 dicembre 1984   |         |
| 37 | 「何がでるかな?オバケ用心火の用心!! - トリの名誉をとり返せ!」 - nani gaderukana? obake yōjin hi no yōjin!! - tori no meiyo wotori kaese!                                 | 9 dicembre 1984   |         |
| 38 | 「冬だ!スキーだ!三人娘のデスマッチ - カシオの通信簿デート」 - fuyu da! suki da! sanninmusume no desumacchi - kashio no tsūshinbo deto                                    | 16 dicembre 1984  |         |
| 39 | 「みんな集合!クルシミマス・パーティー」 - minna shūgō! kurushimimasu. patei                                                                                              | 23 dicembre 1984  |         |
| 40 | 「新春特別企画バカ殿ガンモとあんこ姫物語」 - shinshuntokubetsukikaku baka dono ganmo toanko hime monogatari                                                              | 6 gennaio 1985    |         |
| 41 | 「宿命の対決!恐怖の雪中バトルロイヤル - 大バーゲンは戦場だ!」 - shukumei no taiketsu! kyōfu no secchū batoruroiyaru - dai bagen ha senjō da!                             | 13 gennaio 1985   |         |
| 42 | 「メカガンモ出動!ブルドック軍団をたたけ」 - mekaganmo shutsudō! burudokku gundan wotatake                                                                                | 20 gennaio 1985   |         |
| 43 | 「ガンモの宇宙戦争!トサカ帝国の逆襲!!」 - ganmo no uchūsensō! tosaka teikoku no gyakushū!!                                                                               | 27 gennaio 1985   |         |
| 44 | 「節分大好き!?カゲで糸ひくナットー娘!! - スイカの食べ方A・B・C…」 - setsubun daisuki!? kage de ito hiku natto musume!! - suika no tabekata A. B. C...                    | 3 febbraio 1985   |         |
| 45 | 「秘(まるひ)ドッキリ!!ガンモのフォーカス大作戦 - ヤマトなでしこVSじゃじゃ馬娘」 - hi (maruhi) dokkiri!! ganmo no fokasu daisakusen - yamato nadeshiko VS jaja uma musume | 10 febbraio 1985  |         |
| 46 | 「SOS!みんなで倒せ意地悪まねき猫レオ - ムス!!男はだまって勝負です」 - SOS! minnade taose ijiwaru maneki neko reo - musu!! otoko hadamatte shōbu desu                     | 17 febbraio 1985  |         |
| 47 | 「大盗賊参上!!ガンモの金庫いただきます」 - daitōzoku sanjō!! ganmo no kinko itadakimasu                                                                                  | 24 febbraio 1985  |         |
| 48 | 「春だ!飛びだせ!シェイプアップ大作戦 - 私がうわさの桃色美人」 - haru da! tobi dase! shieipuappu daisakusen - watashi gauwasano momoiro bijin                             | 3 marzo 1985      |         |
| 49 | 「秘技連発!ガンモの爆笑すもう大会!!」 - higi renpatsu! ganmo no bakushō sumō taikai!!                                                                                    | 10 marzo 1985     |         |
| 50 | 「ウソ!ヤダ!ダメ!涙のお別れパーティー」 - uso! yada! dame! namida noo wakare patei                                                                                       | 17 marzo 1985     |         |